# Dysauxes pseudohyalina
Dysauxes pseudohyalina är en fjärilsart som beskrevs av Naufock 1934. Dysauxes pseudohyalina ingår i släktet Dysauxes och familjen björnspinnare. Inga underarter finns listade i Catalogue of Life.